# Canadian Journal of Gastroenterology and Hepatology
Canadian Journal of Gastroenterology and Hepatology  es una revista médica revisada por pares que cubre todos los aspectos de la gastroenterología y la enfermedad hepática. Publicada por Hindawi Publishing Corporation , luego de haber sido vendido por Pulsus Group en 2015. Fue la revista oficial de la Asociación Canadiense de Gastroenterología y la Asociación Canadiense para el Estudio del Hígado , quienes se desvincularon de la revista en diciembre de 2016 después de la venta a Hindawi. Se estableció en 1987 como Canadian Journal of Gastroenterology y obtuvo su nombre actual en 2014.

## Resumen e indexación
La revista está resumida e indexada en:
- Index Medicus / MEDLINE / PubMed [1][2]
- Contenidos Actuales /Medicina Clínica
- Índice de citas científicas ampliado
- Embase/Excerpta Medica [3]
- Scopus [4]
- Bases de datos ProQuest

Según Journal Citation Reports , la revista tiene un factor de impacto de 2.147 en 2016.
Según Academic-Accelarator, la revista tiene un factor de impacto para el período 2021-2022 de 3.522.

## Métricas de revista
2023
- Web of Science Group : 3.522
- Índice h de Google Scholar: 69
- Scopus: 2.551